# Henry Cow
Gli Henry Cow sono stati un gruppo musicale avant-prog inglese fondato all'Università di Cambridge nel 1968 dai polistrumentisti Fred Frith e Tim Hodgkinson.
Il loro genere musicale è un progressive rock lontano da quello romantico dei Genesis o degli Yes e molto influenzato dalla musica sperimentale, dal jazz e dalla musica contemporanea.

## Storia
La voce secondo cui il gruppo avrebbe scelto il nome Henry Cow in omaggio al compositore statunitense Henry Cowell è stata più volte smentita dai membri stessi. Secondo Hodgkinson, il nome viaggiava nell'aria alla fine del 1968 e sembrava semplicemente un buon nome per un gruppo, senza riferimenti particolari.
La formazione del gruppo è cambiata notevolmente nel corso degli anni, ma Chris Cutler (batteria) e Lindsay Cooper (fagotto, oboe) ne hanno costituito il nucleo stabile insieme a Frith e Hodgkinson.
L'avversione per la musica commerciale ha tenuto il gruppo lontano dall'industria musicale dominante, permettendo invece la sperimentazione di nuovi generi. Coniugando lo sperimentalismo musicale con l'impegno politico, gli Henry Cow hanno partecipato alla fondazione del Rock In Opposition (insieme agli italiani Stormy Six e agli Univers Zero), punto di riferimento della musica indipendente europea per tutti gli anni settanta.
Nel 2014 gli Henry Cow si sono riuniti temporaneamente per un tour di tre date, una in Italia e due nel Regno Unito in omaggio a Lindsay Cooper, scomparsa prematuramente nel 2013.. Il 18 novembre del 2022 si sono riuniti sotto la sigla "Henry Now" John Greaves, Fred Frith, Tim Hodgkinson e Chris Cutler per uno spettacolo a Piacenza che ha visto come ospite la giovane Annie Barbazza, replicato il giorno successivo a Palermo, per l'associazione Curva Minore, senza ospiti.

## Formazione

### Storica
- Geoff Leigh - voce, flauto (1968-1978)
- Fred Frith - chitarra (1968-1978)
- Tim Hodgkinson - tastiera (1972-1978)
- John Greaves - basso (1968-1976)
- Chris Cutler - batteria (1970-1978)

### Altri membri
- Dave Attwooll - batteria (1968-1969)
- Peter Blegvad  - chitarra (1974-1975)
- Georgie Born - basso (1976-1978)
- Lindsay Cooper - tastiera (1974-1978; morta nel 2013)
- Martin Ditcham - batteria (1969-1970)
- Mike Oldfield - chitarra (1971-1972)
- Dagmar Krause - voce, tastiera (1974-1977)
- Geoff Leigh - flauto (1971-1972)
- Anthony Moore - tastiera (1974-1975)

## Discografia
- 1973 – Leg End
- 1974 – Unrest
- 1975 – Desperate Straights
- 1975 – In Praise of Learning
- 1976 – Concerts
- 1979 – Western Culture
- 2008 – Stockholm & Göteborg
- 2009 – The 40th Anniversary Henry Cow Box Set